# WISE 1405+5534
WISE J1405+5534 är en ensam stjärna i mellersta delen av stjärnbilden Stora björnen. Den har en skenbar magnitud av ca 20,20 (J) och kräver ett kraftfullt teleskop med kamera för att kunna observeras. Baserat på uppmätt parallax på ca 158,2 mas beräknas den befinna sig på ett avstånd av  ca 20,6 ljusår (ca 6,3 parsec) från solen.

## Observation
WISE 1405+5534 upptäcktes 2011 från data som samlats in av Wide-field Infrared Survey Explorer (WISE) i infrarött vid en våglängd på 40 cm. WISE 1405+5534 har två upptäcktsdokument: Kirkpatrick et al. (2011) och Cushing et al. (2011), dock i princip med samma författare och publicerad nästan samtidigt.
- Kirkpatrick et al. presenterade upptäckten av 98, av WISE nyfunna, bruna dvärgar med komponenter av spektraltyperna M, L, T och Y, bland vilka också fanns WISE 1405+5534.[1]

- Cushing et al. presenterade upptäckten av sju bruna dvärgar – en av T9.5-typ och sex av Y-typ – de första medlemmarna av Y-spektralklassen, som någonsin upptäckts och spektroskopiskt bekräftats, inklusive "arketypisk medlem" av Y-spektralklassen WISE 1828+2650, och WISE 1405+5534.[5] Dessa sju objekt är också de svagaste sju av 98 bruna dvärgar, presenterade i Kirkpatrick et al. (2011).[1]

WISE 1405+5534 har en stor egenrörelse på ca 2,281 bågsekunder per år.

## Avstånd
En äldre avståndsuppskattning av WISE 1405+5534 är en trigonometrisk parallax, uppmätt med Spitzer Space Telescope och publicerad 2013 av Trent Dupuy och Adam Kraus. Den var 0,129 ± 0,019 bågsekunder, motsvarande ett avstånd av 7,8 +1,3−1,0 parsec, eller 25,3 +4,4−3,2 ljusår. Senare förfinades parallaxen till 158,2 ± 2,6 mas, vilket visar att den är närmare med cirka 6,3 parsec, eller 20,6 ljusår.

## Egenskaper

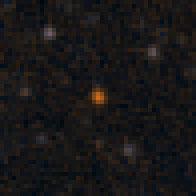
WISE 1405+5534. Foto:unWISE

En uruppskattning av objektets temperat är 350 K (cirka 77 °). Dess spektrum liknar spektrumet för en annan Y-dvärg WISE 1738+2732. WISE 1405+5534:s spektrum har dock en rödförskjutning av H-bandets flödestopp, vilket tyder på att WISE 1405+5534 kan vara speciell och därför klassificeras som Y0 (pec?). Ett arbete har visat att modeller som inkluderar optiskt tunna sulfider, KCl- och Cr-moln passar den observerade fotometrin av WISE 1405+5534 bättre. Detta är dock ett preliminärt resultat. Vid denna låga temperatur på WISE 1405+5534 bör vatten kondensera och bilda moln. Ett annat team observerade WISE 1405+5534 med Very Large Array för att söka efter radiostrålning från ett polarsken, men kunde inte upptäcka någon.

### Variabilitet
WISE 1405+5534 var den första Y-dvärgen med en upptäckt variabilitet. Upptäckten gjordes med rymdteleskopet Spitzer. Y-dvärgen observerades i två epoker. Den första epoken var en 24 timmar lång observation och den andra epoken var 149 dygn senare och var också 24 timmar lång. Den första epoken är endast variabel vid 4,5 μm och den andra epoken är variabel i både 3,6 och 4,5 μm. Detta innebär att variabiliteten ändras i månaders tidsskala. Ljuskurvan i den andra epoken hade en halvamplitud på 3,5 procent och en rotationsperiod på 8,5 timmar. En enda ljuspunkt återgav observationerna väl. Andra modeller som omfattade moln och hot spots kunde inte reproducera variationen.